# أنتونين دفورجاك
أنتونين ليوبولد دفورجاك أو أنتونين دفوراك (Antonín Leopold Dvořák؛ 8 سبتمبر 1841 في بوهيميا بإمبراطورية النمسا - 1 مايو 1904 في براغ) مؤلف موسيقي تشيكي بوهيمي. درس في مدرسة الأرغنات في مدينة براغ، وعزف الكمان الأوسط في أوركسترا المسرح الوطني (1861 إلى 1871). نشر أول أعماله بمعاونة من يوهانس برامز. بعد أدائه مقطوعة «التراتيل» (Hymnus) في عام 1873، كسب شهرة عالمية. في عام 1884 انتقل إلى إنجلترا لتأليف بعض أعماله، وعاش في الولايات المتحدة الأمريكية بعد ثمان سنوات.
كان دفورجاك أيضاً رئيس المعهد الموسيقي الوطني في نيويورك (1892 إلى 1894) حينما ألف «سيمفونية نيويورك» التي احتوت على نغمات للموسيقى الأمريكية الشعبية. بعد عودته لبراغ، عين بروفسور ومدير للمعهد الموسيقي هناك. لم يكتب أي نوتات باليه، ولكن تم استخدام عدد من مؤلفاته الموسيقية للرقص، مثل «التنويعات السيمفونية» (Symphonic Variations). من أعماله المعروفة الأخرى: «الرقصات السلافية» (1878)، و«متتالية في مقام لا» بعنوان «الأمريكي» (1893).

## حياته

### السنوات الأولى

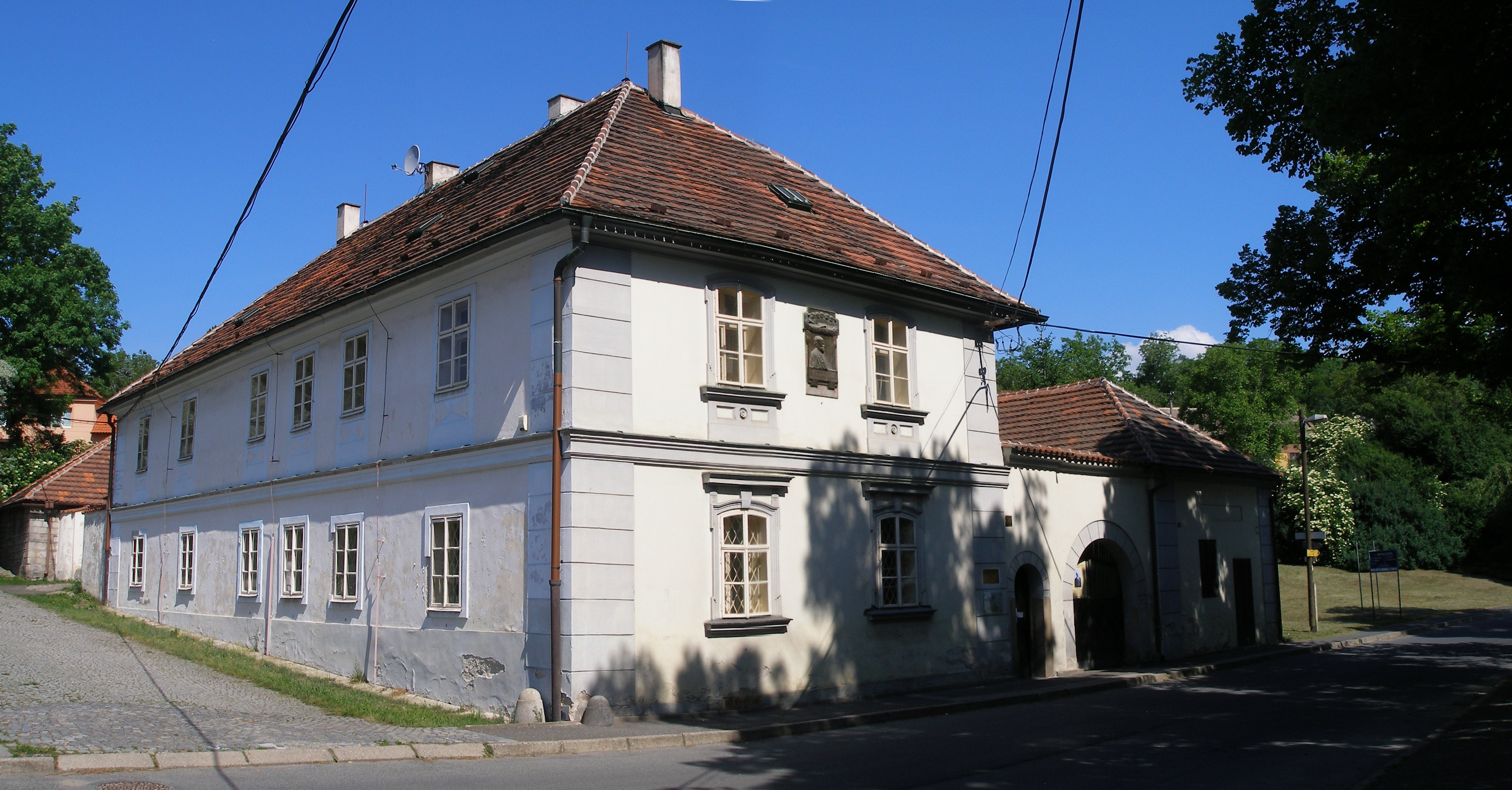
منزل ميلاد أنطونين دفورجاك في نيلازوفز

ولد أنطونين (ليوبولد) دفورجاك في نيلازوفز قرب براغ، في 8 سبتمبر 1841. لم تتعدّ الإنجازات الموسيقية لوالده فرانتسك العزف على ال قانون Zither وتأليف عدة رقصات بسيطة. منح ناظر مدرسة القرية أنطونين تعليمه الموسيقى الأول. وقبل وقت طويل كان يعزف الكمان في حانة والده وفرقة القرية والكنائس المجاورة. غادر المدرسة قبل بلوغه 12 سنة؛ كان من المحتمل أن يعمل في محل الجزارة مثل والده وجده. ولينال خبرة أوسع، ترك الوطن بعد عام إلى زلونيس وهي بلدة أمكنه فيها تعلم الألمانية، وأتاحت له إمكانيات موسيقية أكبر. أحرز تقدماً جيداً في دراساته الموسيقية تحت إرشاد أنطونين ليمان، مدرس في المدرسة الألمانية وعازف الأرغن بالكنيسة. علمه ليمان العزف على الكمان والفيولا والبيانو والهارموني الخاص بالأرغن والآلة ذات لوحة المفاتيح. ولتحسين لغته الألمانية أرسل دفورجاك عام 1856 إلى تشايسكا كامنيسا في شمالي بوهيميا لمدة سنة، وأثناء وجوده هناك أكمل دراسته الموسيقية بإشراف فرانز هانك. توجد أسباب لاعتقاد أنه لم يكمل تدريبه. فرانتسك كان مصمماً أن يصبح جزاراً، لكن توسلات ليمان وعرض أحد أعمامه مساعدته مالياً، إلى جانب كراهية أنطونين للجزارة، وحبه الشديد للموسيقى وتصميمه على المجازفة في امتهان الموسيقى، جعل فرانتسك يلين أخيراً.

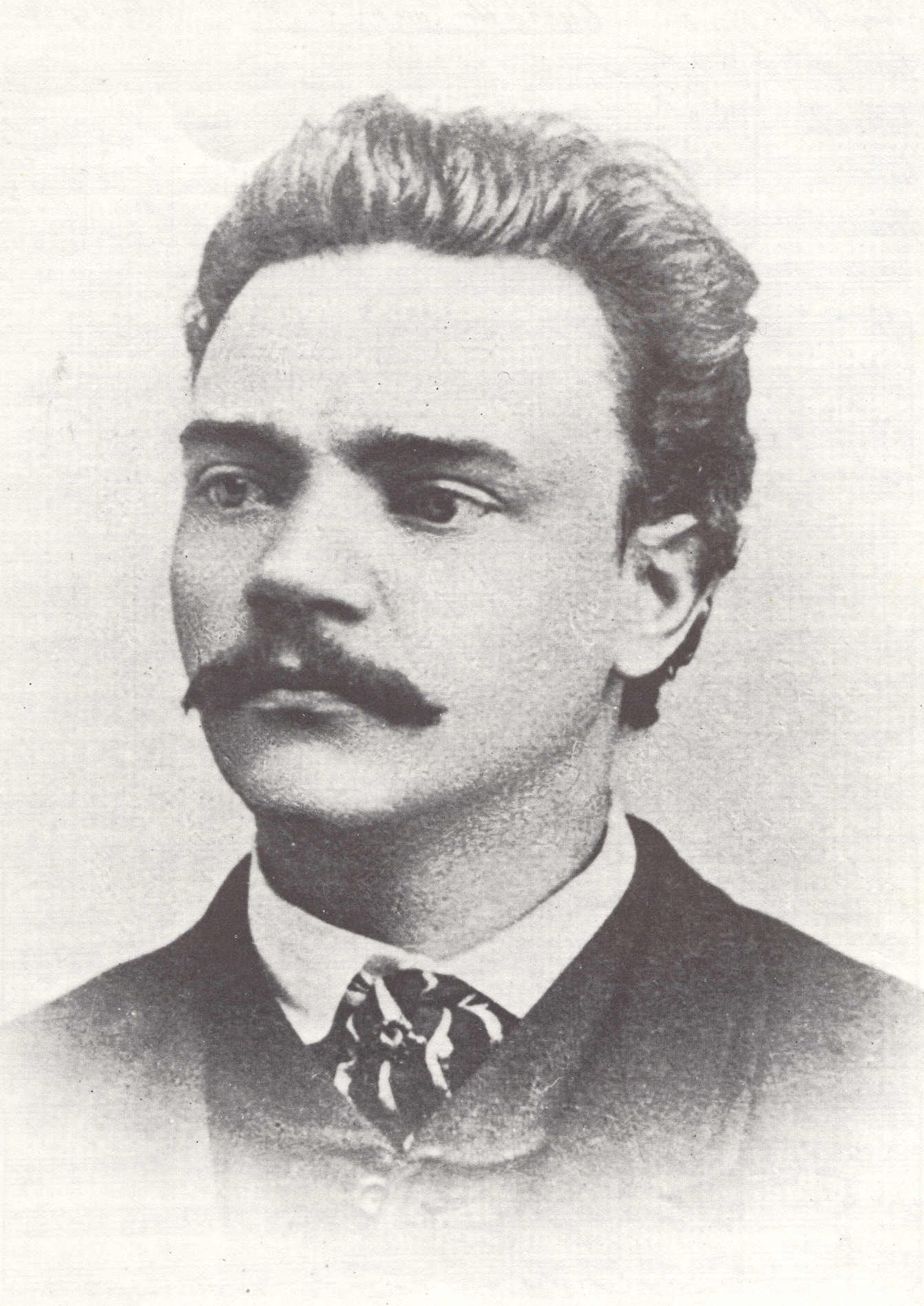
أنطون دفورجاك عام 1868

عام 1857 دفورجاك التحق بمدرسة براغ للأرغن، حيث تلقى تعليم تقليدي كموسيقي في الكنيسة وتلقى دروساً في الأرغن من الناظر كي إف بتش. أثناء العام الأول التحق أيضاً بمدرسة مجاورة لتحسين لغته الألمانية. توفي بتش عام 1858 وخلفه جوزيف كيرشي، الذي امتدت اهتماماته الحديثة لمندلسون وحتى ليست. صار دفورجاك عازف الفيولا المقتدر، وتمكن من المشاركة دون أجر في حفلات جمعة سانت سيسليا؛ وقد تضمنت برامجهم عدداً من الأعمال المعاصرة. كما عزف في حفلات اليوبيل الذهبي الهامة لكونسرفتوار براغ، وحين قررت أوركسترا مسرح «إستيتس» عرض تانهاوزر ولوهنجرين لفاجنر، وربما إنتاج أعمال مايربير كذلك، شارك فيها بشكل مؤكد. لا شك أنه أحيانا ادخر مال يكفي لحضور حفلات حين يظهر ليست أو بولوف أو كلارا شومان، لكنه لم يقدر على سداد ثمن النوت الموسيقية، ولم يكن يملك بيانو في منزله، لذا كانت صداقته الوثيقة باكبل بندل (طالب في العام الثالث ومايسترو ومؤلف موسيقي موهوب) قيّمة جداً له؛ إذ سمح له بندل دراسة المجموعة الكبيرة التي امتلكها من النوت الموسيقية وأتاح له العزف بحرية على البيانو الخاص به. حين تخرج دفورجاك عام 1859 منح الجائزة الثانية فقط، قيل له آنذاك أنه ممتاز لكن أقل موهبة في الجانب النظري منه في الجانب العملي.
حصل دفورجاك على أول وظيفة مهنية بعد مغادرته المدرسة وكانت مع فرقة صغيرة، قادها كاريل كوزماك، التي عزفت في المطاعم والحفلات وعام 1862 خلال فترة التدفق الكبير للثقافة القومية في بوهيميا، صارت نواة اوركسترا مسرح جديد. وللتسع سنوات التالية كان دفورجاك عازف الفيولا الرئيسي في الاوركسترا، أولا تحت جي إن ماير ومن 1866 تحت سميتانا؛ حين قاد فاجنر برنامج لموسيقاه الخاصة في براج في اوائل فبراير 1863، تعرض دفورجاك لخبرة عزف افتتاحية تانهاوزر، ومقتطفات من «أساطين الشعراء في نورمبرج» و«الفالكيري» ومقدمة «تريستان وأيزولدة». أول أعماله الجادة ترجع لهذه الفترة. بعض موسيقى الحجرة، سيمفونيتين 1865، كونشرتو للتشيللو، مجموعة أغاني مستلهمة من حبه من طرف واحد لإحدى طالباته، جوزفينا شيرماكوفا. على الأرجح بدأ التدريس في أوائل 1860، طلابه تضمنوا آنا شيرماكوفا شقيقة جوزفينا الصغيرة، وزوجته في المستقبل. أكمل أول عملين أوبرا، «ألفريد»، و«الملك ومشعل الفحم» في أعوام 1870 و1871 وحصل على وعد أن الثانية، وهي أوبرا كوميدية على نموذج فاجنر، ستعرض على المسرح، لكن آخر الامر أعلن أنها «أعقد من اللازم» (سميتانا قاد الافتتاحية في الحفل الفيلهارموني في 14 أبريل 1872، حين أحسن استقبالها) في نفس الوقت تقريبا عرضت بعض الاغاني والحركة البطيئة من ثلاثية البيانو في الامسيات الموسيقية الخاصة التي بدأها لودفينا بروتشازكا؛ وبعد عدة أشهر عزفت خماسية البيانو مصنف رقم 5 في إحدى الامسيات. ومنذ تخليه عن منصبه في المسرح 1871 تمكن من تكريس مزيدا من الوقت في التاليف. لكن كان صعب العمل في وظيفتين حتى أوائل 1873 حين طلب منه جان نيف وهو تاجر جملة ثري أن يعمله عنده كعازف مصاحب له ولزوجته في الغناء ويقوم بتدريس البيانو لأبنائهما. اعتمد دفورجاك على التدريس كمصدر دخل رئيسي حتى 1878.

### من الاعتراف الأول حتى الشهرة الدولية

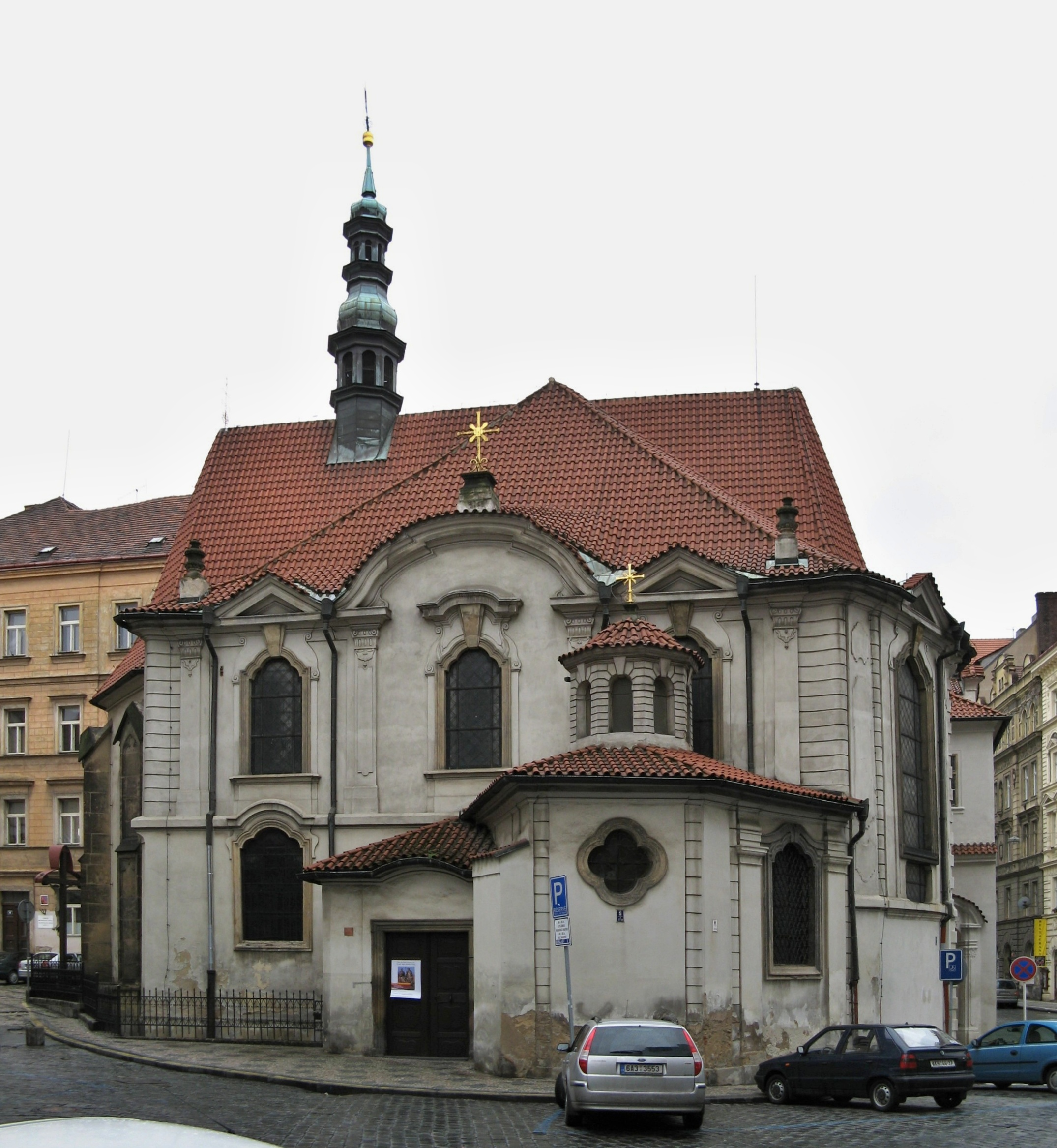
دفورجاك عزف الأرغن في كنيسة سانت ادالبرت في براج من 1874 حتى 1877

بدأ دفورجاك يجذب الانتباه كمؤلف موسيقى في سن 31، حين عرضت كنتاتا وطنية «ورثة الجبل الأبيض» في 9 مارس 1873 بنجاح مذهل. شعر بالتشجيع الكبير، فشرع العمل في سيمفونية ثالثة. بعد عدة أشهر رفض عمله «الملك ومشعل الفحم»؛ لكن التأثير عليه كان جيدا، فأجبر على أن يصبح منتقد لذاته بحدة، لدرجة أنه ليس فقط أتلف عددا كبيرا من أعماله الأولى، لكن في صيف 1874 اتخذ خطوة غير معتادة لوضع ليبريتو الاوبرا غير الناجحة بعدم استخدام الموسيقى الأصلية. في الوقت نفسه تخلى عن ميوله الفاجنرية السابقة. في نوفمبر 1873 تزوج آنا شيرماكوفا، وبعد عدة أشهر صار عازف أرغن في سانت أدلبرت في براج. كانت تجربة مفيدة لسماع سيمفونيته الثالثة تعرض في حفل فيلهارموني في 29 مارس 1874، قادها سميتانا، رغم أنه أكمل بالفعل سيمفونية رابعة. اللحن الثاني لعمله «الملك ومشعل الفحم» أنتج في 24 نوفمبر.
بحلول يوليو 1874 كان دفورجاك يملك كل من الثقة الكافية وأعمال جديدة ليدخل 15 عمل، بما في ذلك أحدث سيمفونيتين له، بعضها افتتاحيات وأغنيات من مسودة Dvůr Králové (اسم مدينة في التشيك) مصنف رقم 7، لجمعية النمسا، التي أقيمت لمساعدة الفنانين الشباب الفقراء والموهوبين. المحكمون كانوا يوهان هربيك (قائد الأوبرا الإمبريالية) وهانزليك وبرامز وحصل دفورجاك على جائزة قيمتها 400 جولدن. هذا منحه تشجيعا جديدا: كذلك بعض موسيقى الحجرة وأعمال أخرى أصغر، كتب أوبرا كبيرة من خمسة فصول، «فاندا» (كان مشروع طموح، بالنظر إلى قلة قدراته الفنية وخبرته)، والسيمفونية رقم 5 في مقام فا الكبير، التي تمثل تقدما كبيرا على أي شيء كتبه في السابق. نافس في المسابقة عدة مرات وفاز في 1876 و1877.
ومنذ عام 1873 فصاعدا نشرت عدة مؤلفات لدفورجاك، معظمها من دار نشر ستاري في براج؛ لكن الدار كانت صغيرة، ولم يتوقع منها نطاق واسع في النشر. في 30 نوفمبر 1877، كتب هانزليك يعلمه أن فاز ب600 جولدن، وأخبره بمدى اهتمام برامز بموسيقاه. كتب برامز إلى ناشره سيمروك في 12 ديسمبر والنتيجة مباشرة قبول الناشر «الدويتوات المورافية»، وطلب منه كتابة «الرقصات السلافية»، ونشر كلا العملين في 1878. ونقدهم بشكل مؤيد لويس إيلرت في المجلة القومية في برلين في 15 نوفمبر ذلك العام. ثم واصل سيمروك نشر ثلاثة رابسوديات سلافية جديدة، وسرينادة لآلات النفخ، والسداسية الوترية، والرباعية الوترية في مقام مي بيمول، ومجموعتين من الأغنيات، والمزيد من الدويتوات المورافية وأعمال أخرى، كلها خلال 12 شهر. في نفس الوقت أصدرت دار نشر «بوت وبوك» خمسة أعمال لدفورجاك، بما في ذلك «اللحن والتنويعات للبيانو»، و«السرينادة للوتريات»، و«ثلاثية للبيانو في مقام صول صغير».
مع إتاحة الكثير من موسيقى دفورجاك، العروض الأجنبية تلت بعضها البعض في تلاحق سريع. وقتها حين سمع الجمهور الرقصات السلافية في براج، برنارد جوتلوبر قدم العرض الأول للمجموعة الأولى من 8 رقصات في درسدن: أرقام 1:4 في 4 دسمبر و5:8 في 18 ديسمبر 1878. في العام التالي سمعت مجموعات صغيرة مختارة في هامبورغ ونيس في يناير، في برلين في أوائل فبراير وفي كريستال بالاس سيندهام، في مارس. الرابسوديات السلافية رقم 2 عرضت في درسدن في 3 سبتمبر 1879، رقم 3 قدمت عرضها العالمي الأول في برلين في 24 سبتمبر، وهي رابسودية سلافية غير معروفة عرضت في بيرن في 9 أكتبر، ورقم 1 عرضت في مونستر في 8 نوفمبر ذلك العام. العرض الأمريكية في سنسيناتي وبالتيمور ونيويورك تلت في فبراير ومارس 1880. رباعي يواكيم مع جيكبسون وديشرنن قدم العرض الأول للسداسي الوتري في برلين في 9 نوفمبر 1879، وفي 10 نوفمبر ذلك العام فرضت الرباعية الوترية في مقام مي بيمول في ماجدبورج، قبل خمسة أسابيع عرضت في براج. السرينادة في مقام ري الصغير لآلات النفخ عرض في درسدن في 12 نوفمبر 1879، وفي هامبورغ في 24 أبريل 1880 ثلاثية البيانو في مقام صول الصغير والسرينادة والرومانس في مقام فا الصغير للكمان والبيانو ظهرت في برنامج مخصص لموسيقى دفورجاك. كان هانز ريختر متلهفا لتقديم العرض الأول للسيمفونية رقم 6 في مقام ري في فيينا، لكن الشعور المعادي للتشيك منع هذا (أهدى دفورجاك العمل إليه). كلنجيل قدم أول عرض في الخارج للعمل في لايبزغ في 14 فبراير 1882، وفي 22 أبريل قاده مانز في كريستال بالاس. مع ذلك، نتيجة هذا الاهتمام الذي ظهر بسرعة بموسيقى دفورجاك، بدأ الناشرون وآخرون في عمل مطالب متزايدة للمؤلف. حصل سمروك على الخيار الأول في كل عمل كتبه، فترك دفورجاك حرا ليقدم أعمال ليست جديدة كليا على «بوت وبوك» أو شليسنجر.
في أي وقت من حياته لم يسمح دفورجاك لأي وقت بالمرور دون البحث عن كلمات الأوبرا جديدة، فألف أوبرا أو راجع واحدة كتبها بالفعل. بالتالي بعد عامين من كتابة «فاندا» أكمل الأوبرا كوميك «المزارع الخبيث»؛ وبعد خمس سنوات أخرى، الآن مع خبرة أكبر بكثير، كتب جراند أوبرا ناجحة نسبيا من أربعة فصول، «دميتري». الآن كانت إنتاج براج لاوبراته تشير الاهتمام في الخارج، خاصة إنتاج «المزارع الخبيث» وأوبرا كوميدية كتبهت قبلها من فصل واحد، «العشاق المكابرون»، كلاهما نشرها سيمروك عام 1882. ثقة شوش (مايسترو أوبرا درسدن) في أعمل الأول برره العرض الناجح في درسدن في 24 أكتوبر 1882، في حين تلا إنتاج في هامبورغ في 3 يناير 1883. في نحو ذلك الوقت، بارون هوفمان، مدير أوبرا فيينا الإمبريالي، كان يحاول إغراء دفورجاك بليبريتو ألماني؛ لكن المؤلف الموسيقي لم يكن في عجلة ليقرر ان كان بوصفه تشيكي لديه مبرر الاستفادة من كلمات ألمانية.
برامز كان العامل الأساسي لنجاح دفورجاك، فهو كان سبب اهتمام يوكيم بموسيقى دفورجاك وأعد دفورجاك ليزور «يونير» مدير الاوبرا الإمبريالية، واتصالاته مع هيلمبرجر (عازف الكمان الصولو للاوبرا الإمبريالية) على الأرجح أدى لتفويض الآخر له بكتابة الرباعية الوترية في مقام دو مصنف رقم 61. اقتنع كل من برامز وهانسليك بشدة أنه من الحكمة لدفورجاك الابتعاد عن «مسرح براج» إلى مركز موسيقى مثل فيينا، مع تقاليده الموسيقية القوية. مثلما عبر عنه هنسليك في رسالة يوم 11 يونيو 1882: «بعد هذه النجاحات الأولى العظيمة، يتطلب فنك آفاق أوسع وبيئة ألمانية، وجمهورية أكبر غير تشيكية». في حين كان دفورجاك شديد الامتنان لمساعدة أصدقائه، كان مدرك بدشة مدى معاناة شعبه في ظل حكم الهابسبورغ، والعداء المستمر من المتحدثين بالألمانية تجاه الشعب التشيكي؛ ووجد من الصعب قبول النية الحسنة من أصدقائه حين اخذت هذا الشكل.
العرض الأول لستابات ماتر لدفورجاك لم يحدث حتى 23 ديسمبر 1880، بعد إكماله بثلاثة أعوام. نشر في العام التالي وأداه يناتشيك في برنو وبيلوفتز في بودابست في أبريل 1882. حين قدمه بارنبي في ليدز في 10 مارس 1883 كان ترحاب متحمس، الذي قد يسهم جيدا في القرار اللاحق للجمعية الفيلهارمونية لدعوة المؤلف إلى لندن لقيادة بعض موسيقاه. كانت هذه الفرصة الأولى لدفورجاك لقيادة الأوركسترا خارج بوهيميا. قدم ريختر الرابسودية السلافية رقم 3 في فيينا وعندما عرض «المزارع الخبيث» في درسدن، لكن ترحاب لندن كان أكثر دفئا. في الثلاثة عروض العلنية في مارس 1884 قاد أولا «ستابات ماتر» في رويال ألبرت هول، ثم «الافتتاحية الهوسية»، والرابسودية السلافية رقم 2 والسيمفونية رقم 6 في سانت جيمس هول وآخر اسكرتزو كابريشيوزو مصنف رقم 66، وليلية للوتريات مصنف رقم 40 في كريستال بالاس، حيث ظهر كذلك كعازف مصاحب في اثنين من «الألحان الغجرية» وفي الحال تلقى دعوة لقيادة «ستابات ماتر» ونفس السيمفونية في «مهرجان ثري شوار» في ووستر، ولكتابة أعمال كوارلية كبرى لبرمنجهام ومهرجانات ليدز وسيمفونية جديدة للجمعية الفيلهارمونية. توقع فترة بلا قلق مادي جعله يقرر شراء كوخ وأرض في فيوسكا، قرب بربرام وهو منتجع ريفي مناسب حيث يمكنه التأليف في سلام.

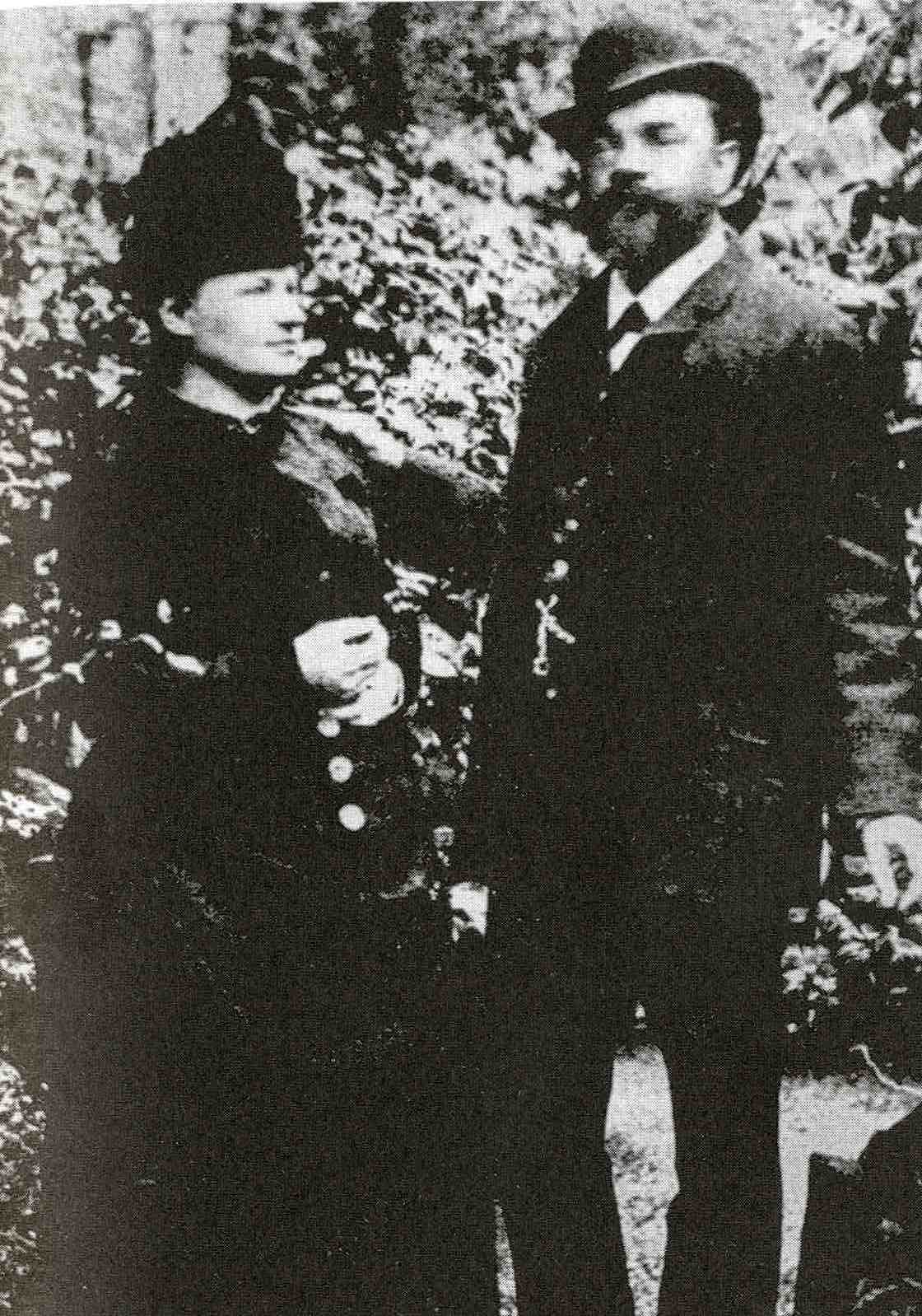
دفورجاك مع زوجته آنا في لندن، 1886

### سنوات النضج
خلال فترة 1884-1886 كانت الاستعدادات لزيارات إلى إنجلترا لها الأولوية في ذهن دفورجاك. في ا، اخر 1884 سافر إلى برلين ليقود أوركسترا برلين الفيلهارموني في حفل يتضمن كونشرتو البيان، عزفته آنا جروسريلك و«الافتتاحية الهوسية»؛ وبعد ذلك بوقت قصير هانز فون بولوف، الذي أصبح متحمسا لهذه الافتتاحية والسيمفونية السابعة، التي أحضرتها أوركسترا منينجين لبراج، ودعت دفورجاك لقيادة الافتتاحية «وطني». التفويض الإنجليزي شكل تحديا كبيرا لدفورجاك، وكان مستعدا لمواجهة هذا التحدي. أثناء العمل في الكانتاتا الدرامية «عروس الشبح» لبرمنجهام، أصبح مقتنعا أن هذا أفضل عمل له؛ وتحول إلى سيمفونيته رقم 7 في مقام ري الصغير، التي كان يؤلفها للجمعية الفيلهارمونية، قرر جعلها، بمساعدة الله، «عمل يهز العالم».
واقترح أن السيمفونية تدين بصفاتها النبيلة لكتابتها أثناء فترة من الازمة الشديدة. كان بارون هوفمان يحاول إقناع دفورجاك بكتابة اوبرا ألمانيا لفيينا. بعد فوزه بالفعل بالشهرة الدولية مع موسيقاه الاوركسترالية والكورالية وموسيقى الحجرة، كان دفورجاك حريصا أن يحاول مضاهاة هذه الانجازات في المسرح. أراد اوبرا فيينا أن تأخذ واحدة من اوبراته التشيكية، لكن الإدارة رفضت أوبرات «المزارع الخبيث» و«ديمتري». رفض أوبرا «ديمتري» جرحه بعمق، فكانت ناجحة في براج، وموضوعها الروسي-البولندي بدا مناسبا لفيينا؛ لكنه علم أن الجمهور في فيينا كان «سئم نوعا ما من التراجيديات الطويلة من خمسة فصول». السبب الرئيسي لتواني دفورجاك عن مراعاة رغبات البارون كن شعوره إن فعل هذا فيعتبر خيانة رفاقه التشيك. ومثير للسخرية أن الاوبرا الإمبريالية أخيرا ألغت القرار لمنع «المزراع الخبيث» وعرضتها في 19 نوفمبر 1885 - لكن وقت الأزمة السياسية الكبيرة، حتى أن الإنتاج لم يلاق حماس وكان العرض مهزلة.
مع ثلاث زيارات تالية لإنجلترا أضاف دفورجاك لسمعته كواحد من المؤلفين المعاصرين المهمين. العرض الأول الإنجليزي ل«عروس الشبح» في برمنجهام كان ملحوظ لحماس الجمهور، وفي زيارته الخامسة كان العرض الأول لأوراتوريو «سانت لودميلا» في ليدز في 15 أكتوبر 1886 حقق نجاحا آخر. ومع ذلك، كانت الجماهير اصغر حين قاد دفورجاك العمل في سانت جيمس هول وكريستال بالاس في الأسابيع التالية، والجمعيات الكورالية الإقليمية لم تود عرضها. ومع ذلك، الموسيقى الكورالية لدفورجاك كانت ثبتت أنها أكثر ترحابا في إنجلترا من أي مكان اخر.
أثناء هذه الفترة بدأ بعض النزاع يتطور بين المؤلف الموسيقي وناشره. الخلاف الأول كان يتعلق بالسعر المقرر دفعه للسيمفونية السابعة؛ تلا ذلك شجار بشأن إصرار سيمروك على طباعة عناوين أعماله واسم دفورجاك الأول بالألمانية. طلب المؤلف أن تظهر العناوين بكل من التشيكية والألمانية وأن يظهر اسمه «انط.»، الذي يمكن أن يكون اختصار لاسمه «أنطونين» بالتشيكية و«أنطون» بالألمانية.
ولمدة طويلة كان سيمروك يحث دفورجاك على أن يقدم له مجموعة ثانية من الرقصات السلافية؛ لكن في حين ركز ذهن الموسيقي على أعمال واسعة النطاق، كان هذا خارج النقاش. جاءت فرصة جديدة في صيف 1886، في حين كان دفورجاك في حالة مزاجية مسترخية حين عزف فرانتشك أوندريتشك كونشرتو الكمان مع أوركسترا فيينا الفيلهارموني في حفل يوبيل اتحاد المغنين السلافيين، ذهب ذفورجاك هناك ليقود الاوركسترا. في نحو هذا الوقت أيضا، بدأ ينظر خلال أعمال سابقة ويراجع بعضها ليساعد على تحقيق المطالب المطلوبة منه. وخطر له ان ريختر قد يكون مهتما بتنويعاته السيمفونية، التي ظلت دون عرضها لعشر سنوات. كان محقا؛ فريختر أسعده هذا العمل المنسي، وبعد تقديمه في حفل لندن في 16 مايو 1887 تمكن من القول أنه في خبرته كلها في قيادة الاوركسترا انه لم ينجح أي عمل جديد آخر بهذا الحد. بعد ثلاثة أشهر بدأ دفورجاك العمل في خماسية للبيانو في مقام لا مصنف 81، وقبل نهاية العام انشغل في أوبرا أخرى the jacobin التي لم يكملها إلا بعد عام.
دفورجاك دعي لقيادة «ستابات ماتر» في بودابست في مارس 1888، والسيمفونية الخامسة في دريسدن بعد عام. في 1889 طلب منه مرتين الانضمام إلى طاقم التدريس في كونسرفتوار براج، الذي كان يقوده حينها انطونين بنيفتز؛ لكن لم يكن مستعدا ليلزم نفسه بالتدريس وقتها، ولم يقبل إلا بعد عامين. في يونيو منح مرتبة التاج الحديدي من النمسا، وبعد عدة أشهر استقبله الإمبراطور. أطلق السيمفونية الثامنة في براج في 2 فبراير 1890.
زيارة دفورجاك لروسيا في مارس 1890 كانت نتيجة صداقته مع تشايكوفسكي، التي تكونت اثناء بقاء تشايكوفسكي في براج في فبراير 1888 وتجددت لدى عودته في نوفمبر. دعا تشايكوفسكي دفورجاك إلى روسيا في الزيارة الثانية لكن اضطر إلى الانتظار عدة أسابيع ليرد عليه بحسم: ابتهج حين قبل دفورجاك لكن كان في جولة للخارج أثناء زيارة دفورجاك بأكملها. في موسكو في 11 مارس 1890 قاد دفورجاك برنامج يضم سيمفونيته الخامسة، والأداجيو من سرينادة في مقام ري الصغير، والاسكرتزو كابريشيوزو، والرابسودية السلافية رقم 1 والتنويعات السيمفونية. بعد عدم إتاحة عمليا لأي فرصة سابقة لسماع أي أعمال دفورجاك، وبعد مراجعة أعمال جديدة بالكامل لهم باستثناء الرابسودة، غادر الروس القاعة قبل انتهاء الحفل، وعلق على ذلك النقاد؛ ولم يؤيده إلا الجمعيات التشيكية والألمانية. الترتيبات في حفل الجمعية الموسيقية الروسية في سانت بطرسبرج في 22 مارس كان أفضل نوعا ما: في هذه المناسبة لم يقدم دفورجاك سوى عملين، السيمفونية رقم 6 ومرة أخرى الاسكرتزو كابريشيوزو.
لدى عودته للوطن انتخب دفورجاك عضوا في الأكاديمية التشيكية للعلوم والنون. وبعد بضعة أيام سافر إلى لندن لتقديم سيمفونيته الثامن في حفل الجمعية الفيلهارمونية في 24 أبريل 1890. أثناء معظم العام انشغل بالكامل بقداس جنائزي اوكلته بكتابته احتفال برمنجهام. حدثت خلافات أخرى مع سيمروك، الذي توانى عن تقديم الأجر الكامل للسيمفونية الجديدة، مجادلا أن فقط الأعمال الصغيرة تحقق ربح: ولم يشأ نشر القداس الصغير في مقام ري. بما أن النزاع لم يحل في أكتوبر، قطع دفورجاك علاقاته مع سيمروك ولاحقا باع كلا العملين إلى دار «نوفيللو» في نوفمبر 1890 كان في فرانكفورت يقود السيمفونية الثامنة والافتتاحية الهوسية. وبعد شهرين بدأ يغطي دروس في فصول التأليف الموسيقي في الكونسرفتوار، كان من بين طلابه جوزيف سوك وأوسكار نيدبال. فيمارس 1891 جامعة براج منحته دكتوراه فخرية، وفي يونيو ذهب إلى كامبردج ليتسلم دكتوراه فخرية في الموسيقى. في 15 يونيو، قبل الاحتفال بيوم، قاد السيمفونية رقم 8 وستابات ماتر، وغنى ألباني «أين أنت، يا أبي العزيز؟» من «عروس الشبح». تم الاحتفال بمرور خمسين عام على مولد دفورجاك في براج لكنه فضل البقاء في هدوء في «فيوسكا». وبعد شهر في 9 أكتوبر، قاد العرض الأول لقداسه الجنائزي في برمنجهام، حيث ترك انطباع دائم أكثر مما تركه «سانت لودميلا» في ليدز.
في يونيو 1891 دعته السيدة جانيت ثيربر دفورجاك ليدير الكونسرفتوار الوطني للموسيقى في نيويورك براتب 15000 دولار في السنة. رغم أنه وجد الفكرة جذابة، احتاج للتأكد أن الاحوال مرضية، لذا لم تكتمل المفاوضات ولم يوقع العقد حتى ديسمبر. العقد كان له لتولي الوظيفة لعامين من 1 أكتوبر 1892 لمدة خمسة أشهر في بداية ذلك العام قضى دفورجاك معظم الوقت في جولة وداع لبوهيميا ومرافيا مع عازف الكمان فرديناند لاتشنر وعازف التشيللو هاناس ويهان، يعزف الثلاثية الجديدة dumky في 40 حفل. في حفل وداع خاص في براج في 28 أبريل قاد العرض الأول لدورة كاملة حديثا من ثلاث افتتاحيات مصنف 91-93. «في نطاق الطبيعة»، «كارنفال»، و«عطيل». وقت المعرض الدولي في فيينا، استغلت فرقة المسرح القومي الفرصة لزيارة المدينة لتقديم عملين بالتشيكية لم يعرضا من قبل هناك. في 1 يونيو 1892 عرضوا. «الخطيبة المباعة» واليوم التالي «ديمتري»، وهو العمل الذي رفضته الاوبرا الإمبريالية قبل ذلك بثمانية أعوام.

### الفترة التي قضاها في أمريكا
كان مخطط بشكل خاص أن يتصادف وصول دفورجاك إلى نيويورك مع الاحتفالات التي تخلد ذكرى المئوية الرابعة على اكتشاف أمريكا. بما أن قصيدة رودمان دريك «الراية الأمريكية» لم تصل إليه في الموعد، كتب بدلا منها «تسبيحة» للبرنامج المويقي قبل مغادرة الوطن. هدف السيدة ثيربر في دعوته كان مزدوج: توقعت منه تأسيس مدرسة أمريكية للتاليف الموسيقي، وأرادت شخص معروف وليس مجرد مدير للكونسرفتوار الذي أسسته. كما حرصت على دفورجاك ان يكتب اوبرا أمريكية عن «هياواثا» القائد الأمريكي من السكان الأصليين ، لكن لم يتقدم المشروع قط وراء مجرد عدة اسكتشات أولية. ادارت الكونسرفتوار على أساس خيري، وتحكمت في التمويل؛ كان متوقع من دفورجاك تدريس التأليف الموسيقي والتوزيع الأوركسترالي لمعظم الطلاب الموهوبين 3 مرات في الاسبوع، وفي الثلاث أيام الأخرى للجوقة والاوركسترا، وأن يتوفر عند اللزوم للاستشارة في العمل مع السيدة ثيربر. أثناء الشتاء الأول قاد «التسبيحة»، والافتتاحية الثالثة، والسيمفونية السادسة والافتتاحية الهوسية في نيويورك والقداس في بوسطن، وبين يناير ومايو 1893 كتب السيمفونية رقم 9 في مقام مي الصغير «من العالم الجديد». وحيث اهتم دفورجاك بموسيقى الأمريكان السود، استغل الفرصة لدعوة مطرب أسود موهوب ليغني أغاني السود الدينية له كان يدعى هاري تي بيرلي، وهو طالب في الكونسرفتوار القومي، لكن لم يكن من طلابه.

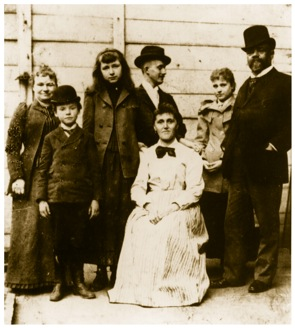
دفورجاك مع أسرته وأصدقائه في نيويوك عام 1893. من اليسار: زوجته آنا، ابنه أنطونين، سادي سيبرت، جوزيف يان كوفارجاك، والدة سادي سيبرت، الابنة أوتيلي، أنطونين دفورجاك

قضى دفورجاك إجازة الصيف مع أسرته في سبيلفيل، وهي منطقة فيها أقلية تشيكية في شمال شرق آيوا؛ أثناء فترة بقاءه هناك كتب الرباعية الوترية في مقام فا والخماسية الوترية في مقام مي بيمول، كلاهما يعرف باسم «الأمريكية». ذهب لشيكاغو للمعرض العالمي، وفي «اليوم التشيكي»، 12 أغسطس، قاد السيمفونية الثامنة، و3 رقصات سلافية مصنف رقم 72 و«وطني».
دعاه إدوارد روزووتر إلى أوماها، وهو صاحب جريدة تشيكي أمريكي، أعد له احتفال في بداية سبتمبر. من هناك ذهب غإلى سانت بول ليرى القس بي جي ريندا وهو مروافي، والتشيك قدموا له احتفال أخر. في رحلة العودة إلى نيويورك توقف في بفالو وشلالات نياجرا. مباشرة بعد عودته قاد «الافتتاحية الهوسية» والمزمور 149 في احتفال ووستر الموسيقي، في ماساتشوستس بنجاح كبير. قرب نهاية العام واصل العلاقة مع سيمروك، الذي، تمكن حينها من نشر السيمفونية التاسعة، ودورة الثلاث افتتاحيات مصنف 91-93، والخماسية والسداسية «الأمريكية» وسوناتينا للكمان عام 1894. السوناتينا مصنف رقم 100، أهداها إلى أبنائه الستة. أسرع نشرها عندما عرض برامز بسخاء تصحيح المسودات، وهي لمسة صداقة كان دفورجاك ممتن لها بعمق. السمفونية «من العالم الجديد» عرضت للمرة الأولى (إلى جمهور متلف وشديد الحماس) من صديق دفورجاك أنطون سيدل في قاعة كارينجي في نيويورك، في 16 ديسمبر 1893، ورباعي كنيسزل قدم العرض الأول للرباعية الوترية في مقام مي في بوسطن في 1 يناير والخماسية الجديدة في نيويورك في 12 يناير.
منذ منتصف نوفمبر 1893 كانت السيدة ثيربر تحث دفورجاك على توقيع عقد جديد ليسري بعد انقضاء مدة سريان العقد الحالي في مايو التالي. لم يكن في عجلة لفعل ذلك أساسا بسبب قلقه الشديد على وضعه المالي. حتى قبل وصول الأزمة المالية في أمريكا لذروتها عام 1893، تأخرت السيدة ثيربر عن سداد راتب دفورجاك الشهري عدة أشهر. نصف أجره كان مقرر إيداعه في حسابه في بنك براج في سبتمبر 1893 ظل دون سداد عدة أشهر أخرى، وكان هناك فجوة كبيرة في المبالغ الشهرية أثناء شتاء 1893-1894. آخر الأمر دفعت المبالغ وتعهدت بسداد الديون التي تحملتها، مما اعاد دفورجاك لمائدة المفاوضات. اخيرا في 28 أبريل 1894، وافق على العودة إلى نيويورك لعامين آخرين. عاد إلى بوهيميا في الصيف، وقضى وقتا هادئا وسعيدا في المنتجع الريفي المحبوب لديه. رغم أن السيدة ثيربر لم تحافظ على الوعد بالكامل، غادر منزله كالمعتاد ليواصل مهامه كمدير للكونسرفتوار الوطني في 1 نوفمبر.
قبل نهاية 1893 كتب دفورجاك السوناتينا للكمان والبيانو وأثناء الشهور الصعبة فبراير ومارس في العام التالي كتب متتالية البيانو في مقام لا الكبير و«الأغنيات الإنجيلية». في أبريل ويوليو 1894 راجع الفصلين 2و4 من «ديتمري»، فأثناء ذلك جعلهم فاجنريين بشكل أكبر، وهذا نتيجة تجدد اهتمامه بفاجنر بعد مناقشاته مع سيدل. لدى العودة إلى الكونسرفتوار لعامه الثالث (الذي دام في هذه الحالة ستة أشهر فحسب) استقر ليكتب كونشرتو التشيللو في مقام سي الصغير. أكمله بعد 3 أشهر، مباشرة قبل سماع انه صار عضو شرف في جمعية أصدقاء الموسيقي في فيينا، في الصيف شعر بالإجبار على استبدال المازورات الختامية اللامعة بكودا تأملية طويلة، حيث أعاد إدخال ذكرى لأغنيته في مقام 82، التي تحولت إلى أندانتي؛ حضر جنازة جوزفينا شيرماكوفا للتو وكانت هذه الأغنية مفضلة لديها. اهدى العمل إلى ويهان.
اثناء 1894-1895 الوضع المالي تحسن بشكل كبير، لكن زاد كره دفورجاك للابتعاد مدد طويلة عن المنزل. وحصل بالفعل على موافقة السيدة ثيربر لتقليل عامة الرابع في نيويورك من 8 إلى 6 أشهر؛ لكن اتضح بتزايد أن رفاهية وصحة أطفاله الستة ستعاني إذا انقسمت الأسرة مرة أخرى. بعد طلب نصيحة جوزيف هلافكا، مؤسس الأكاديمية التشيكية للعلوم والفنون، قرر دفورجاك تقديم استقالته للسيدة ثيربر. بما أنه ظل وفيا لها في المحن، فلم يكن لديها خيار سوى أن تقبل استقالته. في 1 نوفمبر 1895 واصل دفورجاك تدريسه لفصول التأليف الموسيقي في كونسرفتوار براج.

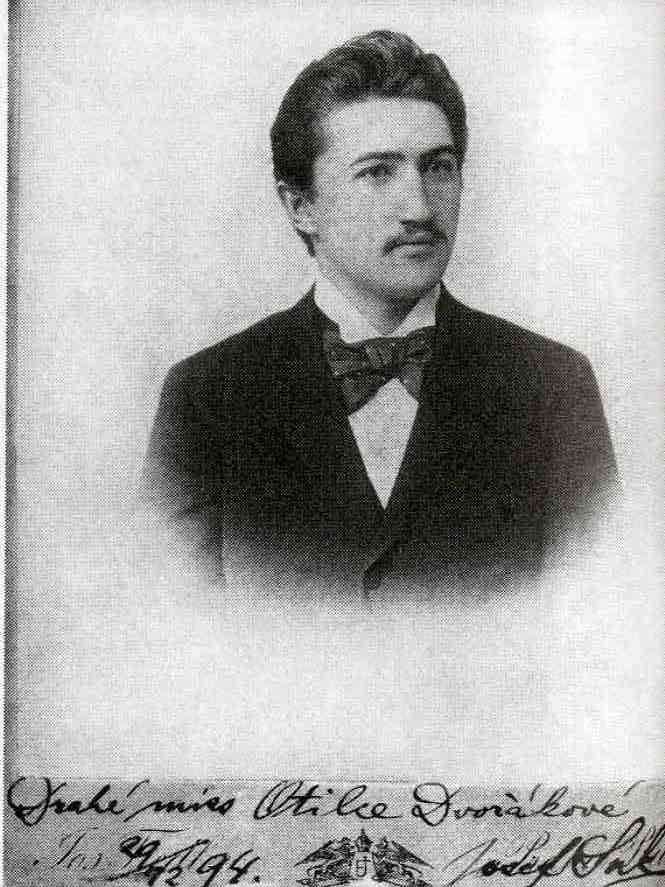
لوحة زيتية لزوج ابنة دفورجاك، المؤلف جوزيف سوك، مع إهداء «إلى العزيزة الآنسة أوتيلكا دفورجاكوفا» عام 1894

### السنوات الأخيرة
بعد شعوره بالرضا لأسرته المحيطة به مرة أخرى، ولقربه من أصدقائه وإقامته في الريف الذي أحبه، لكن حزن بعمق لوفاة أخذ زوجته المحبوبة، استقر دفورجاك ليكتب رباعيتين وتريتين، في مقام صول ولا بيمول، انهى الثانية في 30 ديسمبر 1895. بعد ذلك استكشف بعض المنطقة الموسيقية غير المألوفة، القصيد السيمفوني، ومن كي جي إربين «باقة حكايات شعبية»، مصدر «عروس الشبح»، اختار أربع مقطوعات بالاد أخرى: «عفريت المياه»، «ساحرة الظهيرة»، «المغزل الذهبي» و«اليمامة البرية»؛ حيث عمل في تزامن على أول ثلاثة، أكملهم في أربعة أشهر. بعد عرضها في عرض خاص في كونسرفتوار براج 3 يونيو قام بعدة تعديلات. وبمجرد نشرها، اداها ريختر وهنري وود في لندن خلال أكتوبر ونوفمبر من نفس العام. في ذلك الوقت كان دفورجاك يعمل بالفعل في كتابة «اليمامة البرية».
زار دفورجاك لندن للمرة الأخيرة للعرض الأول العالمي لكونشرتو التشيللو، الذي عزفه ليو ستيرن في حفل الجمعية الفيلهارمونية في 19 مارس 1896. في فيينا بعد عدة أيام زار برامز المسن، الذي كان مهتم بضرورة مقابلة تأثير بروكنر المتزايد في الكونسرفتوار. حاول بشدة إقناع دفورجاك الانتقال إلى فيينا مع أسرته، وحتى عرض وضع كل أمواله تحت تصرف صديقه ليجعل ذلك ممكنا. ولم يره دفورجاك إلا مرة واحدة بعد ذلك، على فراش الموت.

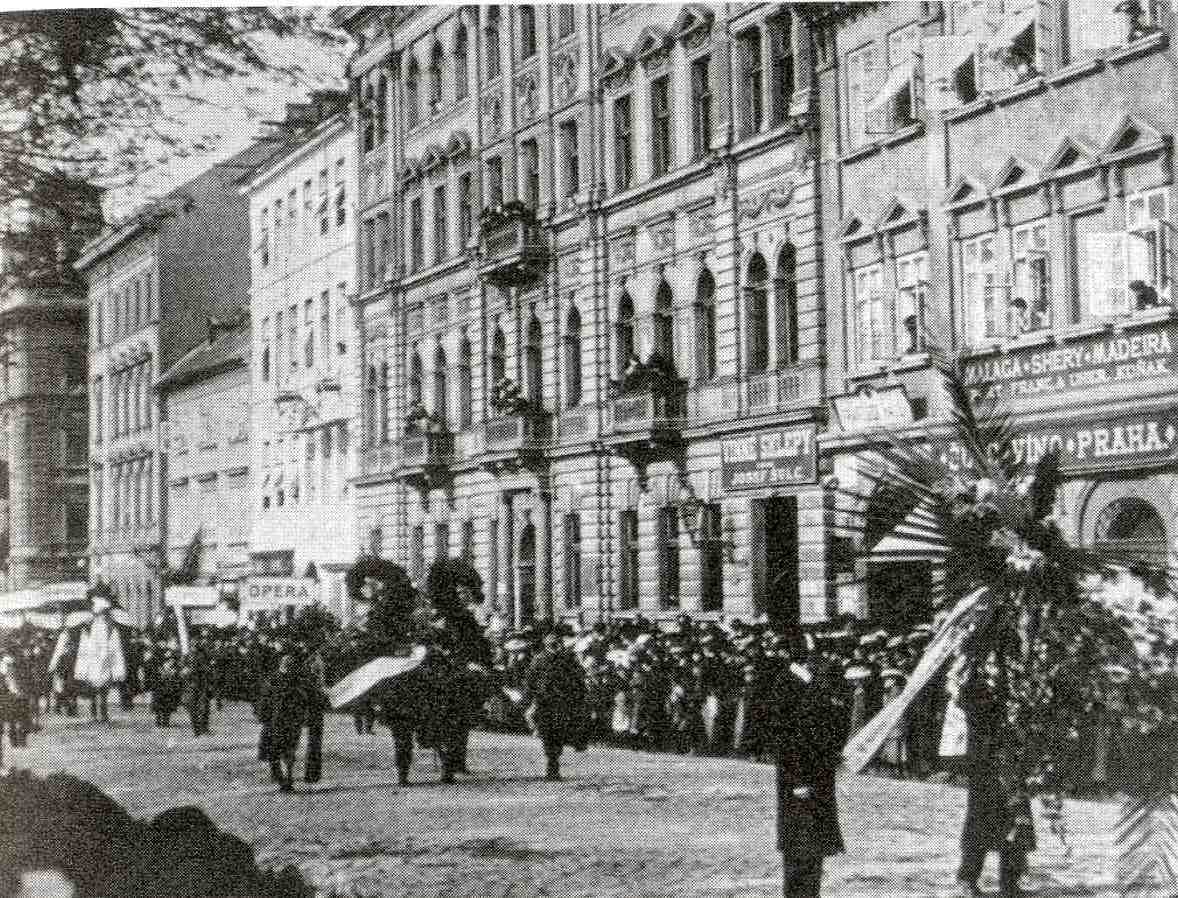
جنازة دفورجاك في 5 مايو، 1904 كانت حدث له اهمية قومية

في عام 1897 قام دفورجاك بمراجعات مكثفة لعمله The Jacobin وكتب قصيد سيمفوني آخر، «أغنية بطولية»، التي لا برنامج لها. العرض الأول قدمه في فيينا مالر في 4 ديسمبر 1898. في نهاية 1897 عين دفورجاك حكم في الجائزة النمساوية. في يوم الاحتفال باليوبيل الفضي لزواجه تزوجت انته أوتلي طالبه جوزيف سوك. لباقي حياته كانت الاوبرا اهتمامه الأساسي؛ وبمجرد ان يكمل واحدة يبدأ في البحث عن ليبريتو للعمل الذي يليه. «كيت والشيطان»، اوبرا كوميدية تعتمد على قصة خيالية تشيكية قديمة، تليها «روسالكا»، وهي أوبرا تراجيدية عن قصة خيالية تناولها على خطوط سيمفونية عريضة واعتمدت على موضوع مقتبس من حكاية هانز كريستيان أندرسون «عروس البحر الصغيرة» و«أوندين» للكاتب الألماني «فوكيه» Fouqué
en ومصادر أخرى. عرضت في المسرح القومي في 31 مارس 1901 وحققت نجاحا ساحقا: أخيرا شعر المؤلف بالرضا من كتابة عمل للمسرح نال قلوب مواطنيه. خطط مالر لتقديم «روسالكا» في فيينا عام 1902 وفي مايو ذلك العام وقع دفورجاك العقد، لكن شيء ما كان خطأ؛ فلم تعرض الأوبرا هناك حتى 1910.
أثناء هذه السنوات الاخيرة من الاعتراف والتكريمات جاءت إلى دفورجاك من كل الجوانب في احتفالات اليوبيل للإمبراطور حصل على ميدالية دهبية كبيرة، وهو تكريم منح لموسيقي واحد فقط وهو برامز. انتخب عضو لمجلس الزملاء النمساوي المجري، لكن حضر جلسة واحدة فحسب. وفي 6 يوليو 1901 صار مدير كونسرفتوار براج، رغم أنه لم توكل إليه مهام إدارية. وللاحتفال بعيد ميلاده الستين عرض المسرح القومي مجموعة من اوبراته ونسخة للمسرح لعمل «سانت لودميلا»، وأعدت الجمعية الفنية سلسلة من البرامج الموسيقية ومادبة. وكان دفورجاك ما زال يشعر بالانتهاء من الأوبرا، فقضى 17 شهر حتى أغسطس 1903 يعمل في موضوع «أرميدا». على الأرجح في اختيار هذا الموضوع كان يحاول عن وعي تحقيق نجاح في المسرح الدولي. كانت صدمة كبيرة له أن ثبت فشل آخر أوبراته، رغم أن السبب الجزئي لذلك يرجع إلى ضعف الإنتاج. خلال العرض الأول في 25 مارس 1904، اجبر على المغادرة مبكرا بسبب الم في جنبه. مرض لخمسة أسابيع وتوفي في 1 مايو. منح جنازة قومية ودفن في مقبرة فيتشهراد، حيث يرقد أعظم رجال الدولة.

## روابط خارجية
- أنتونين دفورجاك على موقع IMDb (الإنجليزية)
- أنتونين دفورجاك على موقع الموسوعة البريطانية (الإنجليزية)
- أنتونين دفورجاك على موقع ميوزك برينز (الإنجليزية)
- أنتونين دفورجاك على موقع قاعدة بيانات برودواي على الإنترنت (الإنجليزية)
- أنتونين دفورجاك على موقع إن إن دي بي (الإنجليزية)
- أنتونين دفورجاك على موقع أول ميوزيك (الإنجليزية)
- أنتونين دفورجاك على موقع ديسكوغز (الإنجليزية)
- أنتونين دفورجاك على موقع قاعدة بيانات الفيلم (الإنجليزية)